# Nederlandse Vereniging voor Heelkunde
De Nederlandse Vereniging voor Heelkunde (NVVH) is een wetenschappelijke beroepsvereniging voor chirurgen en artsen in opleiding tot chirurg. De vereniging werd opgericht op 9 februari 1902 in Amsterdam. De vereniging richt zich op belangenbehartiging, kwaliteitszorg en kennisbevordering. De NVVH geeft een maandelijks tijdschrift uit: Het Nederlands Tijdschrift voor Heelkunde.
De NVVH kent zes dochterverenigingen, gericht op specialismen in de chirurgie.
De subspecialismen van de dochterverenigingen betreffen:
- kankerchirurgie (chirurgische oncologie; NVCO)
- maagdarmchirurgie (gastroIntestinale chirurgie; NVGIC)
- kinderchirurgie (NVKC)
- longchirurgie (NVvL)
- traumachirurgie (NVT)
- vaatchirurgie (NVvV)

Daarnaast is er een vereniging van chirurgen in opleiding (VAGH).

## Link
- website NVVH